# Taça dos Campeões Europeus de Hóquei em Patins de 1983-84
A Taça dos Campeões Europeus de Hóquei em Patins de 1983-84 foi a 19.ª edição da Taça dos Campeões.
O FC Barcelona voltou a tornar-se campeão pela 9.ª vez na sua história e pela 7.ª vez consecutiva, derrotando o Liceo da Coruña na final.

## Equipas participantes
| País               | Clube                  | Classificação                              |
| ------------------ | ---------------------- | ------------------------------------------ |
| Alemanha Ocidental | TGS 1900 Ober-Ramstadt | Campeão da Liga Alemã-Ocidental de 1982/83 |
| Bélgica            | Royal Sunday           | Wildcard                                   |
| Espanha            | FC Barcelona           | Campeão Europeu de 1982/83                 |
| Espanha            | Liceo da Coruña        | Campeão da Liga Espanhola de 1982/83       |
| França             | US Coutras             | Campeão da Liga Francesa de 1982/83        |
| Inglaterra         | Southsea RHC           | Campeão da Liga Inglesa de 1982/83         |
| Itália             | Amatori Vercelli       | Campeão da Liga Italiana de 1982/83        |
| Países Baixos      | RC Lichtstad           | Campeão da Liga Neerlandesa de 1982/83     |
| Portugal           | FC Porto               | Campeão da Liga Portuguesa de 1982/83      |
| Suíça              | Montreux HC            | Campeão da Liga Suíça de 1982/83           |

## Jogos

### 1.ª Eliminatória
| Equipa 1          | Total | Equipa 2         | 1.ª Mão | 2.ª Mão |
| ----------------- | ----- | ---------------- | ------- | ------- |
| TSG Ober-Ramstadt | 8-16  | Amatori Vercelli | 4-9     | 4-7     |
| FC Porto          | 25-5  | Royal Sunday     | 15-3    | 10-2    |

### Fase Final
|  | Quartos-de-final | Quartos-de-final | Quartos-de-final | Quartos-de-final |                 |              | Meias-finais | Meias-finais | Meias-finais |  |              | Final | Final | Final |
|  |                  |                  |                  |                  |                 |              |              |              |              |  |              |       |       |       |
|  | 1                | Amatori Vercelli | 6                | 4                |                 |              |              |              |              |  |              |       |       |       |
|  | 8                | FC Porto         | 3                | 13               |                 |              |              |              |              |  |              |       |       |       |
|  | 8                | FC Porto         | 3                | 13               |                 | FC Porto     | 8            | 1            |              |  |              |       |       |       |
|  |                  |                  |                  |                  |                 | FC Porto     | 8            | 1            |              |  |              |       |       |       |
|  |                  | FC Barcelona     | 3                | 9                |                 |              |              |              |              |  |              |       |       |       |
|  | 4                | FC Barcelona     | 3                | 9                | Montreux HC     | 6            | 5            |              |              |  |              |       |       |       |
|  | 4                |                  |                  |                  | Montreux HC     | 6            | 5            |              |              |  |              |       |       |       |
|  | 5                | FC Barcelona     | 11               | 16               |                 |              |              |              |              |  |              |       |       |       |
|  | 5                | FC Barcelona     | 11               | 16               |                 |              |              |              |              |  | FC Barcelona | 6     | 2     |       |
|  |                  |                  |                  |                  |                 |              |              |              |              |  | FC Barcelona | 6     | 2     |       |
|  |                  | Liceo da Coruña  | 2                | 3                |                 |              |              |              |              |  |              |       |       |       |
|  | 3                | Liceo da Coruña  | 2                | 3                | Southsea RHC    | 6            | 3            |              |              |  |              |       |       |       |
|  | 3                |                  |                  |                  | Southsea RHC    | 6            | 3            |              |              |  |              |       |       |       |
|  | 6                | US Coutras       | 6                | 2                |                 |              |              |              |              |  |              |       |       |       |
|  | 6                | US Coutras       | 6                | 2                |                 | Southsea RHC | 3            | 2            |              |  |              |       |       |       |
|  |                  |                  |                  |                  |                 | Southsea RHC | 3            | 2            |              |  |              |       |       |       |
|  |                  | Liceo da Coruña  | 5                | 13               |                 |              |              |              |              |  |              |       |       |       |
|  | 2                | Liceo da Coruña  | 5                | 13               | Liceo da Coruña | 10           | 6            |              |              |  |              |       |       |       |
|  | 2                |                  |                  |                  | Liceo da Coruña | 10           | 6            |              |              |  |              |       |       |       |
|  | 7                | RC Lichtstad     | 3                | 4                |                 |              |              |              |              |  |              |       |       |       |
|  | 7                | RC Lichtstad     | 3                | 4                |                 |              |              |              |              |  |              |       |       |       |

### Quartos-de-final
| Equipa 1         | Total | Equipa 2     | 1.ª Mão | 2.ª Mão |
| ---------------- | ----- | ------------ | ------- | ------- |
| Amatori Vercelli | 10-16 | FC Porto     | 6-4     | 4-13    |
| Montreux HC      | 11-27 | FC Barcelona | 6-11    | 5-16    |
| Southsea RHC     | 9-8   | US Coutras   | 6-6     | 3-2     |
| Liceo da Coruña  | 16-7  | RC Lichtstad | 10-3    | 6-4     |

### Meias-finais
| Equipa 1     | Total | Equipa 2        | 1.ª Mão | 2.ª Mão |
| ------------ | ----- | --------------- | ------- | ------- |
| FC Porto     | 9-12  | FC Barcelona    | 8-3     | 1-9     |
| Southsea RHC | 5-18  | Liceo da Coruña | 3-5     | 2-13    |

### Final
| Equipa 1     | Total | Equipa 2        | 1.ª Mão | 2.ª Mão |
| ------------ | ----- | --------------- | ------- | ------- |
| FC Barcelona | 8-5   | Liceo da Coruña | 6-2     | 2-3     |

| Campeão Europeu 1983-84   |
| ------------------------- |
|                           |
| FC Barcelona (9.º título) |

### Internacional
- Ligações para todos os sítios de hóquei
- Mundook- Sítio com notícias de todo o mundo do hóquei
- Hoqueipatins.com - Sítio com todos os resultados de Hóquei em Patins